# Pseudicius refulgens
Pseudicius refulgens är en spindelart som beskrevs av Wesolowska, Cumming 2008. Pseudicius refulgens ingår i släktet Pseudicius och familjen hoppspindlar. Inga underarter finns listade i Catalogue of Life.